# Zvezno okrožje Brazilija
Zvezno okrožje (portugalsko Distrito Federal [dʒisˈtɾitu fedeˈɾaw] ()) je ena od 27 zveznih držav (portugalsko estado, množina estados) Brazilije. Je v Srednje-zahodni regiji (portugalsko Região Centro-Oeste in je najmanjša brazilska zvezna enota in edina, ki nima občin, saj je razdeljena na 35 administrativnih regij. Zvezno glavno mesto Brazilije Brasilia, ki je tudi sedež vlade zveznega okrožja, je na njenem ozemlju. Zvezno okrožje je skoraj v celoti obkroženo z zvezno državo Goiás, vendar ima majhno mejo z Minas Geraisom.

## Zgodovina
Že od prve republiške ustave je obstajala zasnova, ki je predvidevala selitev zvezne prestolnice iz Ria de Janeira, takrat v nekdanjem zveznem okrožju (1889–1960), v notranjost države. Leta 1891 je bila imenovana Komisija za raziskovanje osrednjega višavja Brazilije, ki jo je vodil astronom Luiz Cruls in so sestavljali zdravniki, geologi in botaniki, ki so izdelali študijo o topografiji, podnebju, geologiji, rastlinstvu, živalstvu in drugih materialnih virih regije osrednje višavje. Območje je bilo znano kot Quadrilateral Cruls in je bilo leta 1894 predstavljeno republikanski vladi.
Leta 1922 je komisija zvezne vlade določila lokacijo v Goiásu, vendar je bil projekt ustavljen. Šele leta 1955, med nekaj volitvami, je takratni predsedniški kandidat Juscelino Kubitschek dejal, da bo prenesel prestolnico. Ko je bil izvoljen za predsednika, je zgradil Brasilio kot metasintezo svojega Plano de Metas.
Leta 1956, po izvolitvi v predsedstvo, je JK na lastno pobudo kongresu poslal sporočilo, v katerem je predlagal ustanovitev družbe New Capital Urbanization Company (Novacap). Ko je kongres odobril projekt, je septembra istega leta predsednik podpisal zakon, s katerim je bilo ustanovljeno podjetje.
Javno podjetje Novacap je dobilo nalogo načrtovati in izvesti gradnjo zvezne prestolnice v regiji, ki jo je razmejil general José Pessoa. Po javnem natečaju za izbiro pilotnega načrta mesta je ocenjevalna komisija izbrala urbanistično zasnovo arhitekta Lúcia Coste, ki sta jo soglasno potrdila poslanska zbornica in senat. S tem je postalo tudi uradno ime Brasília, kot tudi izbira Oscarja Niemeyerja kot arhitekta in Joaquima Cardoza kot gradbenega inženirja.
Istega leta se je začela gradnja pod nadzorom Oscarja Niemeyerja in Israela Pinheira. Nato je nastalo jedro Bandeirante s candangosi (delavci, ki so delali pri gradnji Brasilie, sprva iz Goiása, Minas Geraisa in predvsem s severovzhoda). Zemeljska dela so se začela novembra 1956. Trideset tisoč delavcev je zgradilo Brasílio v 41 mesecih. Israel Pinheiro je bil imenovan za prvega župana zveznega okrožja 17. aprila 1960, malo pred njegovo inavguracijo 21. aprila 1960, datuma, ki ga je Juscelino Kubitschek izbral v čast Tiradentesu.
Glavno mesto Brazilije je bilo 21. aprila 1960 preneseno iz Ria de Janeira v Brasílio in njeno novo ozemlje, odcepljeno od države Goiás na meji z državo Minas Gerais, je postalo sedanje zvezno okrožje. Po prenosu je staro zvezno okrožje, ki je vsebovalo mesto Rio de Janeiro, postalo država Guanabara. Ta država je obstajala od leta 1960 do leta 1975, ko se je združila z državo Rio de Janeiro. Z združitvijo je bilo glavno mesto države Rio de Janeiro preneseno nazaj iz Niteróija v sam Rio de Janeiro (kot je bilo do leta 1834, ko je imperij ustanovil Nevtralno občino).

## Demografija
Po popisu IBGE iz leta 2007 je v zveznem okrožju prebivalo 2.393.000 ljudi. Gostota prebivalstva je bila 410,9 prebivalcev na kvadratni kilometer.
- Urbanizacija: 94 % (2006).
- Rast prebivalstva: 2,8 % (1991–2000).
- Hiše: 697.000 (2006). [11]

Zvezno okrožje je razdeljeno na 35 administrativnih regij.

### Izobraževalne ustanove
- Universidade de Brasília (UnB) (Univerza v Brasílii)
- Universidade Católica de Brasília (UCB) (Katoliška univerza v Brasílii)
- Centro Universitário de Brasília (UniCEUB)
- Centro Universitário do Distrito Federal (UniDF)
- Centro Universitário Euroamericano (UNIEURO)
- Instituto de Educação Superior de Brasília (IESB)
- Escola Superior de Ciências da Saúde (ESCS)
- União Pioneira da Integração Social (UPIS)
- Universidade Paulista (UniP) (Univerza Paulista)
- Federal Institute of Brasília (IFB)

## Geografija
Zvezno okrožje je v Brazilskem višavju z nadmorsko višino med 600 in 1100 metri, njegova najvišja točka pa je Pico do Roncador v Serra do Sobradinho. Po površini je zvezno okrožje več kot dvakrat večje od Tokia (Japonska) ali otoka Maui (Havaji, Združene države). Če primerjamo kopna območja, je nekoliko večje od Francoske Polinezije, ameriške zvezne države Rhode Island ali Zelenortskih otokov. Je nekoliko manjše od Balija (Indonezija) ali Trinidada in Tobaga. Okrožje je skoraj v celoti obkroženo z zvezno9 državo Goiás, razen kratkega odseka ob reki Preto z Minas Gerais. Vzhodno mejo okrožja označuje prej omenjena reka Preto, morebitni pritok Rio São Francisco, njegovo zahodno mejo pa Descoberto, morebitni pritok Río de la Plata. Severna in južna meja sta približno ravni črti.

### Podnebje
Zvezno okrožje ima tropsko savansko podnebje (Aw po Köppnovem sistemu), z deževno sezono od oktobra do aprila in suho dobo od maja do septembra. Nadmorska višina znižuje temperature, ki so skozi vse leto zelo tople in ne neprijetno vroče: najvišje vrednosti se skozi vse leto gibljejo med 25 in 28 °C. V sušnem obdobju (pozimi) lahko vlažnost doseže zelo nizko raven z nevarnimi nevarnostmi požara, predvsem v konicah najbolj vročih dni. Umetno jezero Paranoá s skoraj 40 km² in 500 milijoni kubičnih metrov vode je bilo zgrajeno za zmanjšanje hude suše in posledične vnetljivosti v sušnem obdobju v regiji Cerrado.

## Turizem in rekreacija
Parque da Cidade
Parque da Cidade ('Mestni park'), uradno Parque da Cidade Sarah Kubitschek, ki je v Brasílii, je poimenovan po ženi brazilskega predsednika Juscelina Kubitscheka in se razprostira na štirih milijonih kvadratnih metrov. Vključuje krajinska dela Burle Marxa in stene iz ploščic, ki krasijo sanitarije v parku, ki jih je zasnoval Athos Bulcão. Mestni park, opremljen s športnimi igrišči, stezo za konje, kartodrom, stezami za rolkanje, otroškimi igrišči, kolesarskimi stezami ter stezami za sprehode in tek, vsak dan, še posebej ob koncih tedna, privabi na tisoče ljudi. Glavni vhod v park je na jugu Monumentalne osi, vendar obstajajo sekundarni izhodi, ki vodijo do drugih območij v južnem krilu mesta.
Metropolitanska stolnica v Brasilii
Zasnoval ga je Oscar Niemeyer in je bila odprta leta 1970. Njena oblika je vodoravna krožna in strukturirana okoli 16 ukrivljenih stebrov, ki tvorijo krono, napolnjeno s futurističnimi in/ali prostorskimi vitraji v trikotni obliki. Stebri spominjajo na roke obrnjene v molitvi, ki dekonstruirajo gotski tradicionalni vzorec cerkvenih oken, vendar ohranjajo trikotno vaginalno obliko vitrajev. Obline, ki so prisotne v številnih Niemeyerjevih delih, so poklon lepo grajenim telesom brazilskih žensk.
Vitraje je oblikovala Marianne Peretti. Njihova dispozicija zagotavlja naravno osvetlitev hodnika, ki je zgrajen pod nivojem ulice. Okoli cerkve, na zunanjem območju, lahko obiskovalci vidijo skulpture Alfreda Ceschiattija - štiri evangeliste - in znotraj obešene angele. Tu so tudi slike Emiliana Di Cavalcantija, ki predstavljajo faze Kristusovega pasijona in slike Athosa Bulcãoja. Stolnica stoji v nakupovalnem središču Monumentalne osi, na vhodu v Esplanada dos Ministérios ali sektor ministrstev.
Praça dos Três Poderes
Praça dos Três Poderes, trg treh vej oblasti, združuje nekatere najpomembnejše stavbe iz dela in kariere Oscarja Niemeyerja - Palácio do Planalto, sedež brazilskega predsedstva; nacionalni kongres, ki gosti poslansko zbornico in zvezni senat; in zvezno sodišče. Na trgu so tudi: Panteão da Pátria (Panteon domovine), prostor Lúcio Costa in tri pomembne skulpture — Pombal, Niemeyerja; Pravičnost, Alfreda Ceschiattija in Os Candangos, Bruna Giorgija. Na osrednjem trgu je velikanska brazilska državna zastava, velika 286 kvadratnih metrov, podprta s trikotnim črnim 100-metrskim drogom. Je na koncu Esplanade dos Ministérios (Esplanada ministrstev).

## Gospodarstvo
Zvezno okrožje je poleg političnega središča tudi pomembno gospodarsko središče, saj je sedma zvezna enota z najvišjim bruto domačim proizvodom (BDP) v Braziliji (171,2 milijarde realov - 2012) in najvišjim BDP na prebivalca v državi, 64.653 realov (2012).
Storitveni sektor je največji sestavni del BDP z 92,5 %, sledi mu industrijski sektor s 7,1 %. Kmetijstvo predstavlja 0,4 % BDP (2004). Izvoz zveznega okrožja: soja 77,1 % in zlato 16,4 % (2002). Delež zveznega okrožja v brazilskem gospodarstvu je leta 2005 znašal 3,7 %.

## Promet

### Mednarodno letališče
Mednarodno letališče Brasília je tretje največje v Braziliji glede gibanja potnikov. Zaradi svoje strateške lege velja za središče civilnega letalstva za preostalo državo. Posledica je veliko število vzletov in pristankov in ni nenavadno, da morajo letala čakati na pristanek. Po glavnem načrtu letališča je Infraero leta 2005 zgradil drugo vzletno-pristajalno stezo. Leta 2003 je bila dokončana četrta faza širitve potniškega terminala. Zmogljivost je dvignila na 7,4 milijona potnikov letno. Tretje nadstropje glavne stavbe, ki obsega 12 tisoč kvadratnih metrov, ima panoramsko ploščad, restavracijo, trgovine, štiri kinodvorane s skupno kapaciteto 500 ljudi in prostor za razstave. Na letališču Brasília je skupno 136 trgovin.

### Metro
Obstaja sistem hitrega prevoza, metro zveznega okrožja, ki služi nekaterim mestom. Upravlja ga Companhia do Metropolitano do Distrito Federal (Podjetje metroja zveznega okrožja) in je bilo ustanovljeno leta 2001. Sistem ima 29 postaj (24 jih deluje) na dveh linijah in deluje od 6.00 do 23.00: 30, od ponedeljka do petka in od 7.00 do 19.00 ob vikendih. Oskrbuje južno polovico Brasílie in glavna mesta na zahodu. Njegova glavna težava je velika razdalja med številnimi postajami, ki jo povzroča nizka gostota stanovanj za tak sistem. Zaradi tega je majhen del tranzitnega sistema zveznega okrožja, kjer še vedno prevladuje avtobusno omrežje z nizko učinkovitostjo. Águas Claras je dobro povezan s podzemno železnico, zaradi česar je eno najhitreje rastočih in najbolj gosto območij v zveznem okrožju.

## Zastava
Belo ozadje zastave pomeni mir in daje idejo o neskončnosti ali obsežnem brazilskem ozemlju. Zelena in rumena barva na sredini se nanašata na najpogosteje uporabljeno od štirih barv državne zastave za predstavitev Brazilije. Štiri rumene puščice simbolizirajo domorodne narode Brazilije, medtem ko njihova usmerjenost v štiri kardinalne smeri kompasa pomeni centralizirano izhajajočo politično moč Brasílie kot glavnega mesta države. Rumene puščice tvorijo tudi križ, ki simbolizira Južni križ, ozvezdje, ki ga vidimo samo na južni polobli, in rimskokatoliški ali krščanski simbol odrešitve, ki ga je prinesel Pedro Álvares Cabral in v čigar senci je bila leta 1500 obhajana prva maša v Braziliji v Bahii. Puščice s svojimi peresi tvorijo rožico na sredini, sklicevanje na rumeno rožico državne zastave, ki predstavlja bogastvo rudnin v Braziliji.
Zastavo je ustvaril pesnik in glasnik Guilherme de Almeida, sprejeta pa je bila z odlokom št. 1090 25. avgusta 1969.

## Glasovalne pravice
Zvezno okrožje ima osem sedežev v poslanski zbornici in tri v zveznem senatu. Njegovo prebivalstvo voli tudi svojega guvernerja in okrožne namestnike (ki delujejo tako kot državni namestniki kot svetniki v občinah), ne pa tudi regionalnih upraviteljev, ki jih imenuje guverner sam, ob upoštevanju vladne centralne vloge zveznega okrožja.

## Galerija
- Monumentalna os, kot je videti s televizijskega stolpa Brasilia
- Stolnica v Brasílii
- Palácio da Alvorada
- Palácio do Planalto
- Most Juscelina Kubitscheka
- Palača nacionalnega kongresa Brazilije
- Brasilia TV Tower
- Narodno gledališče Cláudio Santoro
- Jezero Paranoá
- Praça dos Três Poderes z brazilsko zastavo in kip Os Candangos
- Palača Itamaraty, sedež Ministrstva za zunanje zadeve.
- Stavba vrhovnega zveznega sodišča
- Nacionalni stadion Mané Garrincha
- Gimnazija Nilsona Nelsona
- Planetarium
- Kip v Cruzeiru
- Balão do Periquito, Gama
- Bezerrão, Gama
- Praça do Relógio, Taguatinga
- Serejão, Taguatinga
- Vodni stolp, Ceilândia
- Trg držav, Candangolândia
- Vil kip nanduja, Recanto das Emas
- Park v Águas Claras